# Danielle Dahoui
Danielle Andrée Dahoui (Recife, 17 de setembro de 1968) é uma apresentadora de televisão e chef de cozinha brasileira.

## Biografia
Danielle Dahoui nasceu no Recife, capital de Pernambuco, em 17 de setembro de 1968. É filha de pai francês, e tem ascendência italiana pelo lado materno.
Descobriu sua vocação para cozinhar quando tinha cerca de 18 anos. Foi para a França sem saber falar francês, para estudar fotografia e aprender sobre gastronomia. Começou lavando pratos e foi crescendo, até retornar ao Brasil e tornar-se proprietária do bistrô Ruella, restaurante que possui três unidades na cidade de São Paulo.

### Vida pessoal
Foi casada com o ex-jogador de futebol Raí, com quem tem uma filha, Noáh.

## Trabalhos

### Televisão
| Ano     | Título                              | Função                           | Notas                                               | Emissora |
| ------- | ----------------------------------- | -------------------------------- | --------------------------------------------------- | -------- |
| 2016    | Hell's Kitchen: Cozinha sob Pressão | Apresentadora                    | Hell's Kitchen: Cozinha sob Pressão (4.ª temporada) | SBT      |
| 2017–18 | BBQ Brasil: Churrasco na Brasa      | Jurada                           | Temporada 2–3                                       | SBT      |
| 2018    | Bake Off SBT                        | Jurada (somente da última prova) | Temporada 2                                         | SBT      |